# Esquadró Mosquito
 Esquadró Mosquito (títol original en anglès: Mosquito Squadron) és una pel·lícula bèl·lica britànica de 1969 dirigida per Boris Sagal. Aquesta pel·lícula és precedida per Operació Crossbow (1965), sobre el mateix tema, però basada en fets reals. Ha estat doblada al català.

## Argument
Les Forces aliades lluiten contra l'Exèrcit alemany, però una amenaça més important apareix sota la forma d'un coet V2 que acaba de ser posat a punt en un centre de prova ultrasecreta. L'esquadró De Havilland DH.98 Mosquito de la RAF és encarregat de destruir l'indret…

## Repartiment
- Quint Munroe: David McCallum
- Beth Scott: Suzanne Neve
- Comandant Hufford: Charles Gray
- David Scott: David Buck
- Douglas Shelton: David Dundas
- Comandant Penrose: Dinsdale Landen
- Sergeant Wiley Bunce: Nicky Henson
- Neale: Bryan Marshall
- pare Bellague: Michael Antony
- Madame Scott: Peggy Thorpe-Bates
- Major Kemble: Robert Urquhart (no surt als crèdits)
- Un pilot: Brian Grellis (no surt als crèdits)